# Conjunto Ferroviario de Campo Grande

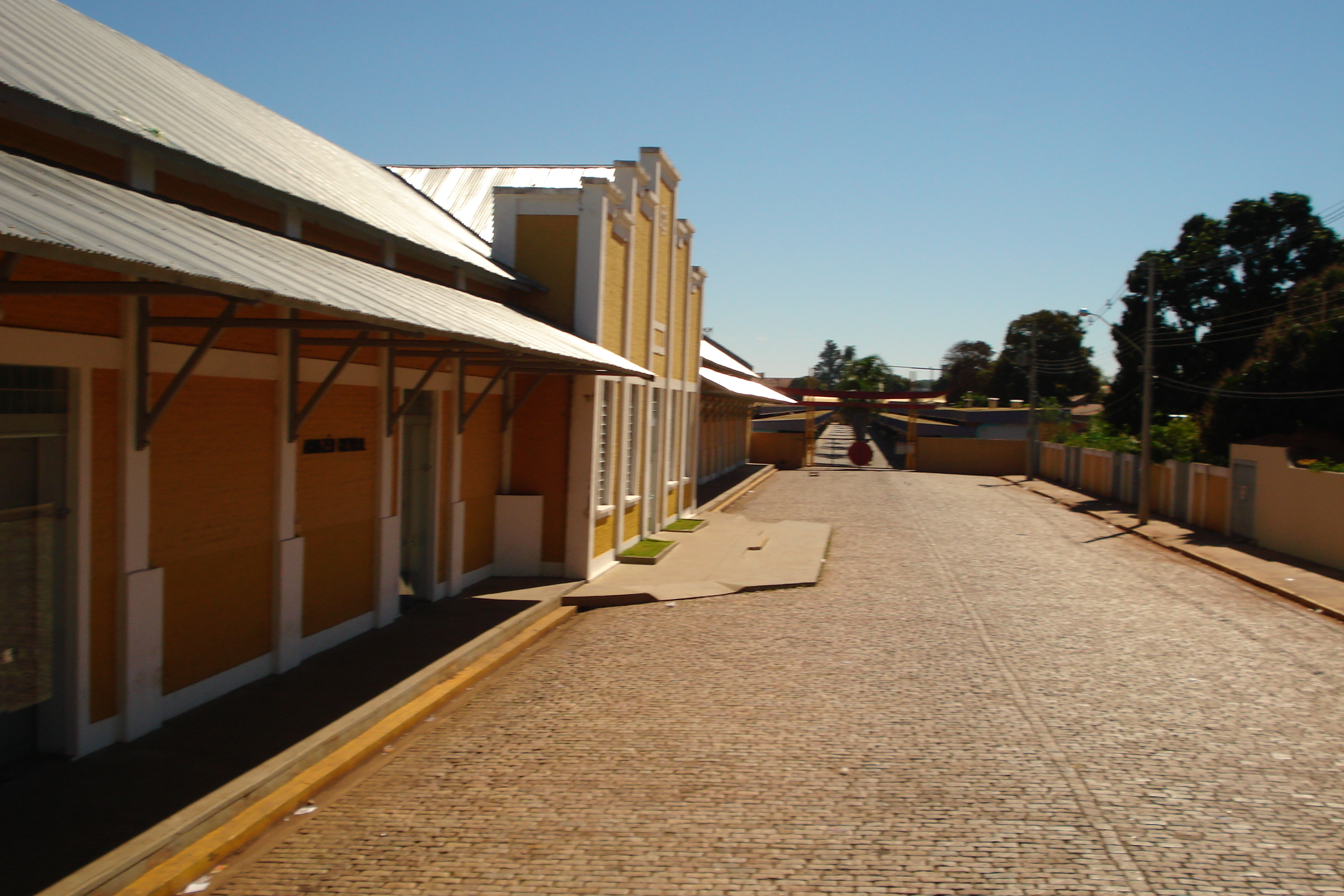
Almacén de carga de la Estación Ferroviaria de Campo Grande. Actual Almacén cultural

El Conjunto Ferroviario, también conocido por Explanada de los Ferroviarios, es un centro cultural en que funcionan varias instituciones, que están localizadas en el antiguo terminal ferroviario de la ciudad de Campo Grande, en Mato Grosso del Sur. 

## Historia
Antigua Estación Ferroviaria del Ferrocarril Noroeste de Brasil (N.O.B.), perteneció a la Novoeste, y a la ALL. Actualmente pertenece a la Prefectura de Campo Grande, comprada a la ALL. El ferrocarril tuvo una importancia enorme para el desarrollo del Estado. 
Inaugurado oficialmente el 14 de octubre de 1914, compuesto por la Estación de Ferrocarril Noroeste Brasil – NOB – y los edificios que la circundan. Con su arquitectura industrial de influencia inglesa, es una de las pocas cuyas características originales todavía se mantienen en Brasil. 
La Estación Ferroviaria fue a subasta el 5 de marzo de 1996, pasando entonces a la administración de la empresa Noel Group, que la asumió el 1 de julio de 1996. Después de la privatización, fue retirado el tren de pasajeros. En 2004 el ferrocarril vio sus raíles retirados del centro de la ciudad por el entonces prefecto André Puccinelli porque impedía el tráfico fluido.

## Anexos
El espacio incluye: 
- Almacén Cultural: centro cultural
- Archivo Histórico de Campo Grande (ARCA): biblioteca que tiene el objetivo de asegurar la protección y la preservación de la documentación archivista de Campo Grande. Contiene una base de siete mil discos de estilos musicales variados, que van de la música clásica al estilo popular, y también es sede de la coral municipal. En el lugar, existe una base multimedia (5.000 discos entre clásicos y MPB), una biblioteca, una sala para audiciones y espacios para cursos gratuitos en el área de la música. Posee también una colección pequeña de partituras, solamente de música clásica. El museo fue fundado el 19 de agosto de 1991. Recibe 10 visitantes al día. Existe una revista anual editada por la ARCA, con materias específicas sobre el municipio.
- Instituto Histórico y Geográfico de Mato Grosso del Sur (IHGMS): es un lugar que posee informaciones históricas y geográficas sobre el estado de Mato Grosso del Sur. Posee cuarenta lugares. Fundado en 1978, tuvo un papel fundamental en el desarrollo de la cultura del Estado. A partir de 2000 asume una postura más empresarial, buscando recursos regulares para su mantenimiento y la realización de sus proyectos más inmediatos, como una propuesta más arriesgada de participación de los destinos del Estado.
- Villa de los Ferroviarios: Edificada al lado de la Estación Ferroviaria, la Villa comenzó a ser construida con el objetivo de reunir a los funcionarios y sus familiares. La villa se localiza en torno a un callejón, próximo al local de nacimiento del expresidente Jânio Cuadros, en 1917.